# Alfonso (Cavite)
Alfonso es un municipio filipino perteneciente a la provincia de Cavite, en Calabarzon.

## Geografía
Está situado en la zona meridional de la provincia.

## Historia
Hacia comienzos del siglo XX, el lugar, ya por entonces perteneciente a la provincia de Cavite, tenía contabilizada una población de 7660 habitantes. En 2020, el municipio de Alfonso tenía censados 59 306 habitantes.